# Пелле Ліндберг
Пелле Ліндберг (швед. Pelle Lindbergh, 24 травня 1959, Стокгольм — 11 листопада 1985, Сомердейл, Нью-Джерсі) — шведський хокеїст, що грав на позиції воротаря. Грав за збірну команду Швеції.

## Ігрова кар'єра
Хокейну кар'єру розпочав на батьківщині 1977 року виступами за команду «Гаммарбю».
1979 року був обраний на драфті НХЛ під 35-м загальним номером командою «Філадельфія Флаєрс».
Протягом професійної клубної ігрової кар'єри, що тривала 8 років, захищав кольори команд «Філадельфія Флаєрс», «Мен Марінерс» та «Спрингфілд Індіанс».
Загалом провів 180 матчів у НХЛ, включаючи 23 гри плей-оф Кубка Стенлі.
Був гравцем молодіжної збірної Швеції, у складі якої брав участь у 6 іграх. Виступав за національну збірну Швеції, провів 22 гри в її складі.

## Загибель в автокатастрофі
Вранці 10 листопада 1985 Пелле втратив контроль над своїм автомобілем Porsche 930 Turbo та потрапив у аварію, внаслідок чого його та ще двох пасажирів було поранено. У лікарні він перебував на штучному життєзабезпеченні до прибуття зі Швеції батька. Аналіз крові показав значне перевищення вмісту алкоголю у крові.
У понеділок 11 листопада після п'ятигодинної операції він помер, його серце та інші органи використали для трансплантації.
Клуб «Філадельфія Флаєрс» закріпив за ним його 31 номер назавжди. Поховали Пелле на цвинтарі Скугсчюркогорден, що розташовано у південній частині Стокгольму.
Перед матчем усіх зірок НХЛ 1986 року фанати обрали Пелле Ліндберга до складу команди Конференції Принца Уельського.

## Нагороди та досягнення
- Найкращий воротар молодіжного чемпіонату світу 1979.
- Перша команда всіх зірок НХЛ — 1985.
- Трофей Везіни — 1985.
- Учасник матчу усіх зірок НХЛ — 1983, 1985, 1986 (посмертно).

## Статистика
Клубні виступи

### Регулярний сезон
| 1977–78      | «Гаммарбю»           | ХокейОлсвенскан | 36  | —  | —  | —  | —    | —   | — | —    | —    |
| 1978–79      | «Гаммарбю»           | ХокейОлсвенскан | 35  | —  | —  | —  | —    | —   | — | —    | —    |
| 1978–79      | АІК                  | Елітсерія       | 6   | —  | —  | —  | 360  | 38  | 0 | 6.33 | —    |
| 1979–80      | АІК                  | Елітсерія       | 32  | —  | —  | —  | 1866 | 106 | 1 | 3.41 | —    |
| 1980–81      | «Мен Марінерс»       | АХЛ             | 51  | 31 | 14 | 5  | 3035 | 165 | 1 | 3.26 | .893 |
| 1981–82      | «Мен Марінерс»       | АХЛ             | 25  | 17 | 7  | 2  | 1505 | 83  | 0 | 3.31 | .887 |
| 1981–1982    | «Філадельфія Флаєрс» | НХЛ             | 8   | 2  | 4  | 2  | 480  | 35  | 0 | 4.38 | .881 |
| 1982–1983    | «Філадельфія Флаєрс» | НХЛ             | 40  | 23 | 13 | 3  | 2333 | 116 | 3 | 2.98 | .891 |
| 1983–1984    | «Філадельфія Флаєрс» | НХЛ             | 36  | 16 | 13 | 3  | 1999 | 135 | 1 | 4.05 | .860 |
| 1983–84      | «Спрингфілд Індіанс» | АХЛ             | 4   | 4  | 0  | 0  | 240  | 12  | 0 | 3.00 | —    |
| 1984–1985    | «Філадельфія Флаєрс» | НХЛ             | 65  | 40 | 17 | 7  | 3858 | 194 | 2 | 3.02 | .899 |
| 1985–1986    | «Філадельфія Флаєрс» | НХЛ             | 8   | 6  | 2  | 0  | 480  | 23  | 1 | 2.88 | .884 |
| Усього в НХЛ | Усього в НХЛ         | Усього в НХЛ    | 157 | 87 | 49 | 15 | 4154 | 503 | 7 | 3.30 | .887 |

### Плей-оф
| 1980–81      | «Мен Марінерс»       | АХЛ          | 20 | 10 | 7  | 1120 | 66 | 0 | 3.54 | —    |
| 1982–83      | «Філадельфія Флаєрс» | НХЛ          | 3  | 0  | 3  | 180  | 18 | 0 | 6.00 | .788 |
| 1983–84      | «Філадельфія Флаєрс» | НХЛ          | 2  | 0  | 1  | 26   | 3  | 0 | 6.92 | .769 |
| 1984–85      | «Філадельфія Флаєрс» | НХЛ          | 18 | 12 | 6  | 1008 | 42 | 3 | 2.50 | .914 |
| Усього в НХЛ | Усього в НХЛ         | Усього в НХЛ | 23 | 12 | 10 | 1214 | 63 | 3 | 3.11 | .893 |

### Збірна
| Рік                | Команда            | Турнір             | І  | В     | П       | Н  | Хв   | ПГ   | ІБГ | ПГГ  |
| ------------------ | ------------------ | ------------------ | -- | ----- | ------- | -- | ---- | ---- | --- | ---- |
| 1976               | Швеція             | ЮЧЄ                | 3  | —     | —       | —  | 180  | 4    | 0   | 1.33 |
| 1977               | Швеція             | ЮЧЄ                | 3  | —     | —       | —  | 180  | 3    | 0   | 1.00 |
| 1978               | Швеція             | МЧС                | 4  | —     | —       | —  | 240  | 10   | 0   | 2.50 |
| 1979               | Швеція             | ЧС                 | 6  | 1     | 4       | 1  | 360  | 38   | 0   | 6.33 |
| 1980               | Швеція             | ОІ                 | 5  | 2     | 1       | 2  | 300  | 18   | 0   | 3.60 |
| 1981               | Швеція             | КК                 | 2  | 0     | 0       | 0  | 92   | 9    | 0   | 5.87 |
| 1983               | Швеція             | ЧС                 | 9  | 4     | 4       | 1  | 540  | 27   | 0   | 3.00 |
| Молодіжна збірна   | Молодіжна збірна   | Молодіжна збірна   | 6  | — ! — | — ! 600 | 17 | 0    | 1.70 |     |      |
| Національна збірна | Національна збірна | Національна збірна | 22 | 7     | 9       | 4  | 1292 | 92   | 0   | 4.27 |